# Gorillaz
Gorillaz je engleski animirani bend oformljen 1998. od strane Damon Albarn-a iz britpop benda Blur, i Jamie Hewlett-a jednog od stvaraoca stripa Tank girl. Članove benda predstavljaju četiri animirana lika: 2D (vokal, klavijature), Murdoc(bass gitara), Noodle (solo gitara i prateći vokal) i Russel (bubnjevi i perkusije). Muzika ovog benda je proizvod saradnje raznih muzičara, sa Albarnom kao jedinim stalnim članom ovog sastava. Njihov stil se generalno može okarakterisati kao alternativni rok, ali primetan je uticaj i ostalih muzičkih pravaca kao što su: britpop, dub, hip-hop i pop.
U 2001, njihov debi album, koji nosi ime benda, prodat je u sedam miliona primeraka zahvaljujući čemu ulaze u Ginisovu knjigu rekorda kao najuspešniji animirani bend. Iste godine, Gorillaz su nominovani za Mercury Prize ali je nominacija ubrzo povučena na zahtev benda. Njihov drugi studijski album, Demon days, je izdat 2005 a na njemu se nalaze singlovi kao što su: „Feel Good Inc.“, „Dare“, „El manana“, „Dirty Hary“. Demon days je pet puta postao platinumski album u UK, dupli platinumski u Sjedinjenim Američkim Državama i osvojio je pet Grammy nagrada u 2006. Gorillaz su takođe izdali dve B-side kompilacije i jedan album sa remiksima. Kada se sabere broj prodatih albuma Gorillaz i Demon Days broj kopija dostiže petnaest miliona primeraka. 

## Istorijat

### Rane godine (1998-1999)
Damon Albarn i Jamie Hewllet su osnovali Gorillaz 1998. dok su živeli u zajedničkom stanu u Westbourn Grove-u. Ideja za ime benda nastala je dok su njih dvojca gledali MTV, „ako predugo gledate MTV, to je pomalo nalik paklu – nema ničega suštinskog u tome. Tako smo dobili ideju za tzv. stripovski bend kao nešto što bi predstavljalo komentar na to“ kaže Hewllet. Bend se na samom početku karijere zvao „Gorilla“ i prvu pesmu koju su snimila je bila „Ghost train“ koja je kasnije izdata na B strani njihovog singla „Rock the house“ i na kompilaciji singlova „G-sides“.
Muzički trio koji stoji iza prve inkarnacije Gorilazz-a, Albarn, Del tha Funkee Homosapiens, Dan the Automator su prethodno radili na pesmi „Time keeps on slipping“ za debi album Deltron 3030. Ova pesma se može smatrati temeljom muzičkog stila koji će Gorillaz nastaviti na svom prvom albumu.

### Prva faza: Celebrity Takedown (2000-2003)
Prvo izdanje benda „Tommorow comes Today EP“ izašlo je 2000. godine. Album je tada bio veoma dobro prihvaćen u krugovima underground muzičke scene u UK što je dovelo do jakog „od usta do usta“ advertajzinga kao i velikog interesovanja za otkrivanje misterije ko stoji iza benda Gorillaz i šta bi mogli od njih da očekuju u narednim mesecima. Ubrzo nakon toga pojavila se i promo brošura koja je služila da objasni fiktivnu priču o članovima animiranog benda. Zvanični sajt benda, gorillaz.com, je osmišljen kao virtuelna reprezentacija Kong studija, doma i radnog prostora fiktivnih članova benda. Zbog prirode ovog neuobičajenog sajta postoji i fans.gorillaz.com koji je napravljen kao standardan sajt koji pruža informacije tipa novosti o bendu, diskografije i rasporeda turneja. Prvi singl grupe „Clint Eastwood“ je objavljen 5. marta 2001. i ubrzo je postao veliki hit pridobijajući im svetsku pažnju. Istog meseca, nešto kasnije izlazi njihov prvi potpuni album nazvan po imnu benda – Gorillaz. Četiri singla sa tog albuma: „Clint Eastwood“, „19-2000“, „Tommorow comes today“ i „Rock the House“ su bili propraćeni spotovima čije su teme bile jako duhovite samo su se „Clint Eastwood“ i „19-2000“ probili na američku muzičku scenu. Krajem 2001. pojavila se pesma „911“ koja priča o napadima na Ameriku 11. septembra te iste godine, a plod je saradnje benda sa sastavom D12 (bez Eminema) i Terry Hall-a. Nova godina je bendu donela priliku da nastupaju na BRIT Awards 2002. Koncert je održan tako što su se članovi benda pojavili kao 3D animacije na velikima ekranima u društvu repera Phi life Cyprher-a. Tom prilikom su dobili šest nominacija među kojima su bile za najbolji britanski bend, za najbolje novajlije i najbolji britanski album ali su sa dodele nagrada ipak otišli praznih ruku. Konačno, Laika come Home, dub remix album koji je sadržao većinu pesama sa albuma „Gorillaz“ obrađenih od strane Spacemonkeyz-a je izdat u junu 2002. U novembru 2002. izdat je i DVD nazvan „Phase one: Celebrity Take Down“. Na DVD-ju su četiri Phase One promo snimka, neizdati spot za pesmu „5/4“, dokumentarac Charts of Darkness i još mnogo toga. Potom su počele da kruže glasine da tim okupljen oko sastava Gorillaz-a pripremaju film ali je ta vest demantovana u intervjuu datom na EMI dodeli nagrada. Hewllet je kasnije objasnio zašto je ideja za film odbačena: „Izgubili smo interesovanje da uradimo film kada smo počeli pregovore sa ljudima iz Hollywooda jer jednostavno nismo u istom fazonu. Rekli smo, jebeš ga, imamo ideju koja će sačekati dok ne budemo u stanju da je sami ostvarimo, i možda čak sami sakupimo pare za nju.“

### Druga faza: Slowboat to Hades (2004-2008)
8. decembra 2004. sajt benda je ponovo otvoren sa ekskluzivnim novim spotom za pesmu „Rock it“. Zajedno sa spotom bila je najava da je novi album na putu u produkciji Danger Mouse. Prvi singl sa novog albuma bio je „Feel Good Inc.“ Izdat kao EP u Japanu i kao CD u Evropi i Australiji. Singl je stigao na 22. mesto na UK listi singlova nekoliko nedelja pre nego što je izdata 7’’ ploča sa singlom. Do nedelje kada je izdat singl se popeo na drugo mesto što je bio najveći uspeh benda do tada. Singl je ostao u top 10 čitavih osam nedelja. 
Album „Demon days“ je izdat u maju 2005. Album je debitovao na prvom mestu UK liste albuma ali je ubrzo pao na 29. mesto samo sedam nedelja nakon toga. Svejedno, singl „Dare“ je ubrzo počeo da se emituje na MTV-ju i ostalim muzičkim televizijama što je album „Demon days“ ponovo dovelo u top 10. „Dirty Harry“ je treći singl koji je postao hit. Do kraja 2005. „Demon Days“ je prodat širom sveta u 6 miliona primeraka.
Planovi za „hologramsku turneju“ trebalo je da se ostvare tokom 2007 i 2008. Animirani članovi benda trebalo je da „uživo nastupaju“ kao hologrami koristeći Music Eyeliner tehnologiju koja bi im omogućila imitaciju živog nastupa. Hologrami su prvi put korišćeni na MTV music awards 2005 i ponovo 2006 na dodeli Grammy nagrada. Ipak, turneja je otkazana jer po rečima Jamie Hewllet-a takvi nastupi su bili „... izuzetno skupi, izuzetno teški, i milion stvari može da pođe naopako u svakom trenutku dok izvođenje traje.“ 
U 2005. u prodaji se pojavio komplet figurica članova sastava Gorillaz koje je napravila kompanija Kidrobot.
24. oktobra 2007. zvanični fan sajt Gorillaz-a najavljuje „Bananaz“ – dokumentarni film o radu grupe u proteklih sedam godina. Film je režirao Ceri Levy a izdat je onlajn na sajtu Babelgum 20. aprila 2009. a DVD izdanje je usledilo 1. juna 2009.

### Treći album: Plastic Beach (2010)
Damon Albarn i Jamie Hewllet su izjavili u intervjuu 17. septembra 2008. za CBC news da planiraju izradu trećeg albuma. Hewllet kaže da su iz rada na projektu Monkey naučili „... više o onome što rade, muzički i umetnički. To je odlična polazna tačka za novi Gorillaz album. To ne mora više da bude kombinacija muzike i animacije.“ Hewllet je takođe naveo da mu je dosadilo da crta sve članove benda iznova, „Jebeno sam se smorio od crtanja tih likova. Ali u jednom trenutku nam se otvorio novi ugao gledanja na celu stvar. Adaptiraću ih.“ U novom intervjuu nešto kasnije Hewllet je bolje objasnio svoju zamisao, „Biće to isti likovi, samo malo stariji i na drugačiji način prikazani“. U članku za Toronto Star magazin Albarn je, na sreću svih fanova, izjavio da se duo nada da će u januaru 2009 početi da radi na novom albumu. Albarn je takođe naveo da očekuje eklektičan rad sa iznenađujućom postavom ljudi. Fotografija na kojoj se vidi kako će izgledati animirani bend na novom albumu „Plastic Beach“ objavljena je na naslovnoj strani Wired Magazina 9. decemra 2009.

### Animirani članovi benda
- 2D – (rođen u Crawley-u, UK) – vokal, klavijature
- Murdoc Niccals (rođen u Stoke-on-Trent-u, UK) – bas gitara
- Russel Hobs (rođen u Brooklyn-u, New York, USA) - bubnjevi i perkusije
- Noodle (rođena u Osaki, Japan) – gitara, vokal

### Povremeni članovi
- Del – vokal: je „duh“ Del Tha Funkee Homosapiens-a i plavi fantom u spotovima za „Clint Eastwood“ i „Rock the house“.
- Paula Cracker – gitara: je bivša devojka 2D-a i prvi gitarista sastava. Svira gitaru u spotu za pesmu Ghost Train.

## „Pravi“ članovi benda
Bilo je mnogo pretpostavki oko toga ko čini sastav Gorillaz još od kad je „Tommorow never comes“ izdat. U TV emisiji Charts of Darkness je eksplicitno stavljeno do znanja da bend čine Damon Albarn i Jamie Hewllet. Kako god, dosta ljudi radi na različitim aspektima ovog projekta. Da citiramo Albarna: „ Moglo bi ovde da bude pedeset ljudi, ali je ipak samo dvoje.“ Ukratko, Gorillaz kao pojedinci zapravo ne postoje. Oni zapravo predstavljaju grupu ljudi koja radi na zajedničkom projektu. Jedina konstanta je to da Albarn uvek daje glas 2D-u. U najskorijim nastupima (Demon days live) uloga 2D-a (vokal i klavijature) je pripisana Albarnu, Noodle-a (gitara i vokal) Simonu Tong-u i Rosie Wilson, Murdoca (bas gitara) Mogranu Nicholls-u a Cass Brown je bio zadužen za Russel-a (bubnjevi i perkusije)

## Diskografija
- (2001)
- (2005)
- (2010)
- (2010)
- (2017)
- (2018)
- Song Machine, Season One: Strange Timez (2020)
- Cracker Island (2023)